# TBS 정오종합뉴스
《TBS 정오종합뉴스》는 TBS FM에서 평일 낮 12시에 방송되었던 라디오 정오종합뉴스 프로그램이었다.

## 방송 시간
| 방송 채널 | 프로그램         | 방송 기간                         | 방송 시간                | 방송 분량 |
| --------- | ---------------- | --------------------------------- | ------------------------ | --------- |
| TBS FM    | TBS 정오종합뉴스 | 1990년 6월 11일 ~ 2011년 11월 6일 | 매일 낮 12시 ~ 12시 40분 | 40분      |
| TBS FM    | TBS 정오종합뉴스 | 2011년 11월 7일 ~ 2021년 7월 4일  | 매일 낮 12시 ~ 12시 35분 | 35분      |
| TBS FM    | TBS 정오종합뉴스 | 2021년 7월 5일 ~ 2023년 12월 31일 | 매일 낮 12시 ~ 12시 30분 | 30분      |

## 아나운서
- 나선홍 아나운서 부장
- 정연주
- 송정애
- 황원찬
- 최지은
- 원서호
- 김보빈
- 김혜지
- 황진하
- 이가희
- 조현아
- 강지연
- 김상아
- 이민준

## 동시 시간대 뉴스 프로그램
- KBS 제1라디오 정오종합뉴스 (KBS 제1라디오)
- MBC 정오종합뉴스 (MBC 표준FM)
- cpbc 정오종합뉴스 (평일) (cpbc 가톨릭평화방송)
- BBS 정오종합뉴스 (평일) (BBS FM)
- 경인방송 정오종합뉴스 (경인방송)
- TBN 정오뉴스 (평일) (TBN 한국교통방송)
- KFN 라디오 뉴스 (평일) (KFN 라디오)